# Castello Episcopio
Il castello Episcopio è un castello medievale di Grottaglie, in provincia di Taranto.

## Storia
Il mastio del castello Episcopio venne eretto alla fine del secolo XIV per volere dell'arcivescovo di Taranto Giacomo d'Atri, che aveva realizzato anche le mura e la chiesa madre. Il nucleo originario, con mastio e settore orientale, fu in seguito ampliato e rimaneggiato, con una facciata di epoca barocca. Il Castello Episcopio è situato in prossimità del Quartiere delle Ceramiche, cioè la parte più antica della città, il Castello fu per secoli il simbolo del potere dei vescovi tarantini feudali. Oggi il castello risulta differenziato dalla presenza dell'antica Torre interna, alta oltre 28 metri, strutturata su 4 piani intermedi tra loro, dove avevano sede i vescovi. 
Ceduto al Comune dall'arcivescovato, grazie al restauro dei primi anni ottanta del novecento e ad altri interventi più recenti di risistemazione l'antica struttura è un luogo ancora vivo, che ospita numerose manifestazioni artistiche e culturali.

## Descrizione
La torre centrale o mastio, a pianta rettangolare, si eleva su tre piani.
Nelle sale ricavate dalle antiche stalle ospita il Museo della Ceramica di Grottaglie, che espone ceramiche datate dall'VIII secolo a.C. ai nostri giorni e provenienti da collezioni pubbliche e private. Il museo si articola nelle sezioni dedicate all'archeologia, alle ceramiche tradizionali, alla ceramica contemporanea, alle maioliche e infine ai presepi.